# 拉切-弗拉姆市鎮

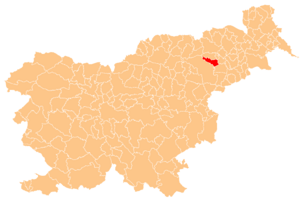
拉切-弗拉姆市鎮於斯洛維尼亞的位置

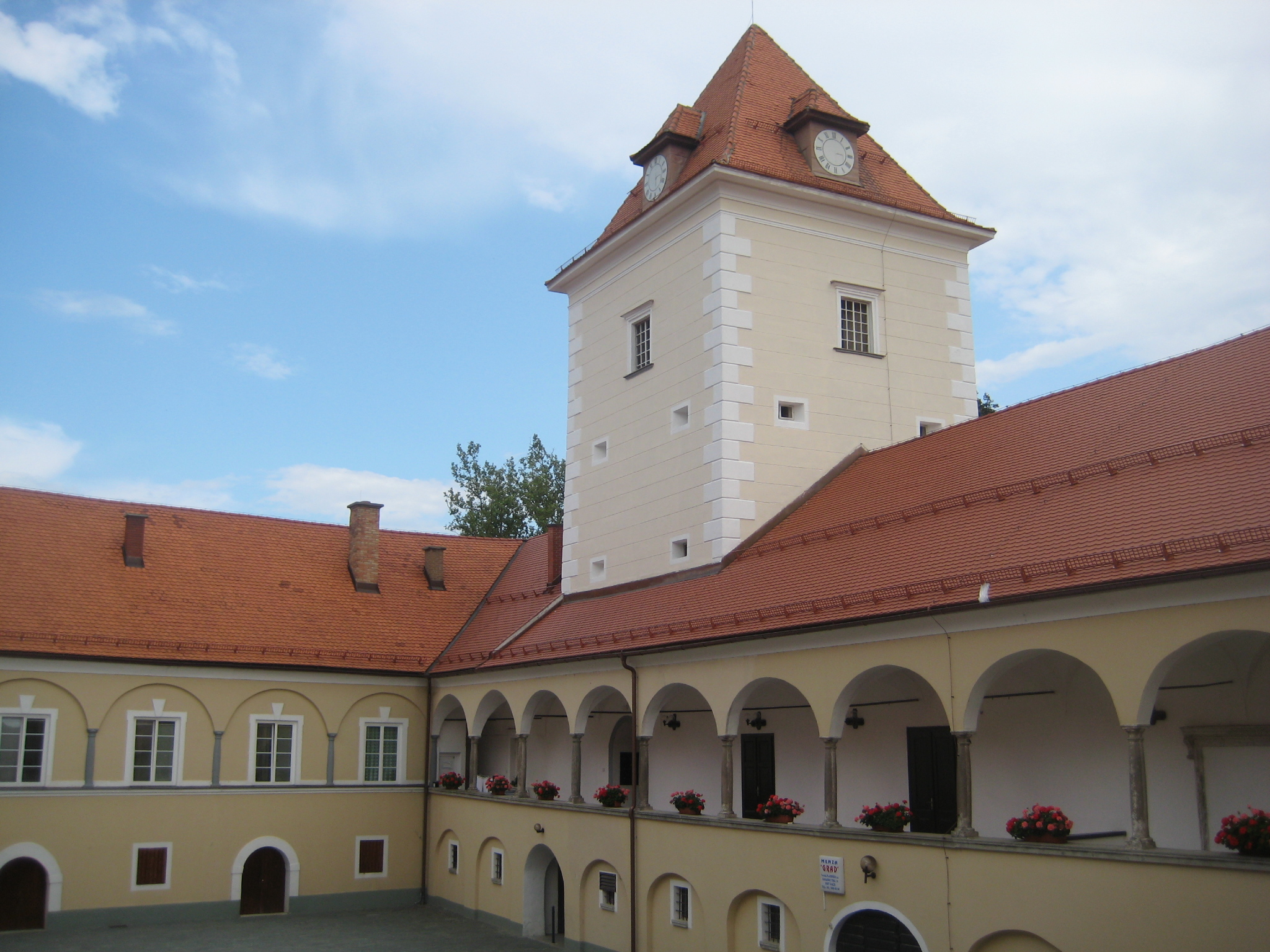
拉切城堡

拉切-弗拉姆市鎮是斯洛文尼亞東北部的一個市镇，行政中心為拉切。面積51.2平方公里，2002年人口6000。該區首府

## 外部連結
- 官方网站  （斯洛文尼亚文）
- Municipality of Rače–Fram on Geopedia （页面存档备份，存于）